# Mistrzostwa Świata w Piłce Nożnej 1994 (eliminacje strefy UEFA)/Grupa B
W Grupie B eliminacji do piłkarskich Mistrzostw świata 1994 udział wzięły następujące zespoły:
- Anglia
- Holandia
- Polska
- Norwegia
- San Marino
- Turcja.

Awans wywalczyły dwie najlepsze drużyny.

## Tabela
| Lp | Drużyna    | Mecze | Z | R | P | Br+ | Br- | Różn. | Pkt |
| -- | ---------- | ----- | - | - | - | --- | --- | ----- | --- |
| 1  | Norwegia   | 10    | 7 | 2 | 1 | 25  | 5   | +20   | 16  |
| 2  | Holandia   | 10    | 6 | 3 | 1 | 29  | 9   | +20   | 15  |
| 3  | Anglia     | 10    | 5 | 3 | 2 | 26  | 9   | +17   | 13  |
| 4  | Polska     | 10    | 3 | 2 | 5 | 10  | 15  | -5    | 8   |
| 5  | Turcja     | 10    | 3 | 1 | 6 | 11  | 19  | -8    | 7   |
| 6  | San Marino | 10    | 0 | 1 | 9 | 2   | 46  | -44   | 1   |

|            | Anglia | Holandia | Polska | Norwegia | San Marino | Turcja |
| ---------- | ------ | -------- | ------ | -------- | ---------- | ------ |
| Anglia     | X      | 2:2      | 3:0    | 1:1      | 6:0        | 4:0    |
| Holandia   | 2:0    | X        | 2:2    | 0:0      | 6:0        | 3:1    |
| Polska     | 1:1    | 1:3      | X      | 0:3      | 1:0        | 1:0    |
| Norwegia   | 2:0    | 2:1      | 1:0    | X        | 10:0       | 3:0    |
| San Marino | 1:7    | 0:7      | 0:3    | 0:2      | X          | 0:0    |
| Turcja     | 0:2    | 1:3      | 2:1    | 2:1      | 4:1        | X      |

- Awans z grupy 4 wywalczyły Norwegia  i Holandia  .

## Mecze
| 9 września 1992 | Norwegia · Rekdal 4', 79' · Halle 6', 53', 70' · Sørloth 15', 22' · Nilsen 46', 67' · Mykland 74' | 10:04:0 | San Marino | Ullevaal Stadion, Oslo Widzów: 6511 Sędzia: Esa Antero Palsi |
|                 |                                                                                                   |         |            |                                                              |

| 23 września 1992 | Norwegia · Rekdal 9' (k.) · Sørlot 78' | 2:11:1 | Holandia · Bergkamp 10' | Ullevaal Stadion, Oslo Widzów: 21500 Sędzia: Rémi Harrel |
|                  |                                        |        |                         |                                                          |

| 23 września 1992 | Polska · Wałdoch 33' | 1:0 | Turcja | Stadion Lecha, Poznań Widzów: 10000 Sędzia: Markus Merk |
|                  |                      |     |        |                                                         |

| 7 października 1992 | San Marino | 0:2 | Norwegia · Jakobsen 6' · Flo 18' | Stadion Olimpijski, Serravalle Widzów: 1187 Sędzia: Juan Ansuátegui Roca |
|                     |            |     |                                  |                                                                          |

| 14 października 1992 | Anglia · Platt 55' | 1:10:0 | Norwegia · Rekdal 77' | Wembley, Londyn Widzów: 51441 Sędzia: Arturo Brizio Carter |
|                      |                    |        |                       |                                                            |

| 14 października 1992 | Holandia · van Vossen 43', 46' | 2:21:2 | Polska · Koźmiński 19' · Kowalczyk 21' | Feijenoord Stadion, Rotterdam Widzów: 15000 Sędzia: Arcangelo Pezzella |
|                      |                                |        |                                        |                                                                        |

| 28 października 1992 | Turcja · Şükür 37', 89' · Çikirikçi 87' · Mandıralı 90' | 4:11:0 | San Marino · Bacciocchi 53' | Ankara 19 Mayis, Ankara Widzów: 35000 Sędzia: Ali Bujsajm |
|                      |                                                         |        |                             |                                                           |

| 18 listopada 1992 | Anglia · Gascoigne 16', 61' · Shearer 28' · Pearce 60' | 4:02:0 | Turcja | Wembley, Londyn Widzów: 42984 Sędzia: Bo Karlsson |
|                   |                                                        |        |        |                                                   |

| 16 grudnia 1992 | Turcja · Ucar 61' | 1:30:0 | Holandia · van Vossen 57', 87' · Gullit 59' | BJK İnönü Stadı, Stambuł Widzów: 22000 Sędzia: Kurt Röthlisberger |
|                 |                   |        |                                             |                                                                   |

| 17 lutego 1993 | Anglia · Platt 13', 24', 67', 83' · Palmer 78' · Ferdinand 86' | 6:02:0 | San Marino | Wembley, Londyn Widzów: 51154 Sędzia: Roger Philippi |
|                |                                                                |        |            |                                                      |

| 24 lutego 1993 | Holandia · Overmars 4' · Rob Witschge 37', 57' | 3:12:1 | Turcja · Uçar 36' (k.) | Stadion Galgenwaard, Utrecht Widzów: 13000 Sędzia: Antonio Martin Navarrete |
|                |                                                |        |                        |                                                                             |

| 10 marca 1993 | San Marino | 0:0 | Turcja | Stadion Olimpijski, Serravalle Widzów: 957 Sędzia: Michel Piraux |
|               |            |     |        |                                                                  |

| 24 marca 1993 | Holandia · van den Brom 2' · Canti 29' (sam.) · de Wolf 52', 85' · R. de Boer 68' (k.) · van Vossen 78' | 6:02:0 | San Marino | Stadion Galgenwaard, Utrecht Widzów: 12500 Sędzia: Gerd Grabher |
|               | |        |            |                                                                 |

| 31 marca 1993 | Turcja | 0:2 | Anglia · Platt 7' · Gascoigne 45' | Izmir Widzów: 60000 Sędzia: Fabio Baldas |
|               |        |     |                                   |                                          |

| 28 kwietnia 1993 | Anglia · Barnes 2' · Platt 23' | 2:22:1 | Holandia · Bergkamp 34' · van Vossen 85' (k.) | Wembley, Londyn Widzów: 73163 Sędzia: Peter Mikkelsen |
|                  |                                |        |                                               |                                                       |

| 28 kwietnia 1993 | Norwegia · Rekdal 14' (k.) · Fjørtoft 18' · Jakobsen 55' | 3:12:0 | Turcja · Uçar 57' | Ullevaal Stadion, Oslo Widzów: 21530 Sędzia: Hans-Jürgen Weber |
|                  |                                                          |        |                   |                                                                |

| 28 kwietnia 1993 | Polska · Furtok 75' | 1:00:0 | San Marino | Stadion Widzewa, Łódź Widzów: 10000 Sędzia: Leslie Mottram |
|                  |                     |        |            |                                                            |

| 19 maja 1993 | San Marino | 0:30:0 | Polska · Leśniak 52', 80' · K. Warzycha 56' | Stadion Olimpijski, Serravalle Widzów: 1223 Sędzia: Plarent Kothere |
|              |            |        |                                             |                                                                     |

| 29 maja 1993 | Polska · Adamczuk 36' | 1:11:0 | Anglia · I. Wright 84' | Stadion Śląski, Chorzów Widzów: 65000 Sędzia: Serge Muhmenthaler |
|              |                       |        |                        |                                                                  |

| 2 czerwca 1993 | Norwegia · Leonhardsen 42' · Bohinen 47' | 2:01:0 | Anglia | Ullevaal Stadion, Oslo Widzów: 22256 Sędzia: Sándor Puhl |
|                |                                          |        |        |                                                          |

| 9 czerwca 1993 | Holandia | 0:0 | Norwegia | Feijenoord Stadion, Rotterdam Widzów: 42600 Sędzia: Vassilios Nikakis |
|                |          |     |          |                                                                       |

| 8 września 1993 | Anglia · Ferdinand 5' · Gascoigne 49' · Pearce 53' | 3:01:0 | Polska | Wembley, Londyn Widzów: 71220 Sędzia: Frans van den Wijngaert |
|                 |                                                    |        |        |                                                               |

| 22 września 1993 | Norwegia · Flo 55' | 1:00:0 | Polska | Ullevaal Stadion, Oslo Widzów: 21968 Sędzia: Pierluigi Pairetto |
|                  |                    |        |        |                                                                 |

| 22 września 1993 | San Marino | 0:70:3 | Holandia · Bosman 1', 66', 76' · Jonk 21', 43' · R. de Boer 51' · R. Koeman 79' (k.) | Stadio Renato Dall'Ara, Bolonia Widzów: 3340 Sędzia: Charles Agius |
|                  |            |        |                                                                                      |                                                                    |

| 13 października 1993 | Holandia · R. Koeman 61' · Bergkamp 68' | 2:00:0 | Anglia | Feijenoord Stadion, Rotterdam Widzów: 48000 Sędzia: Karl-Josef Assenmacher |
|                      |                                         |        |        |                                                                            |

| 13 października 1993 | Polska | 0:30:0 | Norwegia · Flo 63' · Fjørtoft 67' · Johnsen 89' | Stadion Lecha, Poznań Widzów: 12000 Sędzia: Václav Krondl |
|                      |        |        |                                                 |                                                           |

| 27 października 1993 | Turcja · Şükür 52' · Korkmaz 67' | 2:10:1 | Polska · Kowalczyk 18' | Malatya İnönü Stadi, Stambuł Widzów: 20000 Sędzia: Alfred Wieser |
|                      |                                  |        |                        |                                                                  |

| 10 listopada 1993 | Turcja · Sağlam 5', 26' | 2:12:0 | Norwegia · Bohinen 48' | Fenerbahçe Şükrü Saracoğlu, Stambuł Widzów: 10000 Sędzia: Sergiej Kusajnow |
|                   |                         |        |                        |                                                                            |

| 17 listopada 1993 | Polska · Leśniak 14' | 1:31:1 | Holandia · Bergkamp 10', 56' · R. de Boer 88' | Stadion Lecha, Poznań Widzów: 17000 Sędzia: Leif Sundell |
|                   |                      |        |                                               |                                                          |

| 17 listopada 1993 | San Marino · Gualtieri 1' | 1:71:3 | Anglia · I. Wright 34', 46', 78', 90' · Ince 22', 73' · Ferdinand 38' | Stadio Renato Dall'Ara, Bolonia Widzów: 2378 Sędzia: Mohammad Nazri Abdullah |
|                   |                           |        |                                                                       |                                                                              |